# Neutron Star Collision (Love Is Forever)
Singles de Muse
Exogenesis
(2010) Survival
(2012)
Neutron Star Collision (Love Is Forever) (« Collision d'étoiles à neutrons (l'amour est pour toujours) ») est une chanson du groupe britannique Muse extraite de la bande originale du film Twilight, chapitre III : Hésitation. Il s'agit du 26e single du groupe, composé par Matthew Bellamy, et du premier extrait de l'album. Elle est écrite en janvier 2010 en Australie, et enregistrée en avril en Californie. Le single sort seul le 17 mai 2010 en format numérique, puis avec le reste de l'album le 8 juin 2010. Il n'est disponible qu'en commande sur le site officiel du groupe.

## Développement
L'annonce de la sortie du single est faite le 6 mai 2010 par l'auteur des livres de la saga Twilight, Stephenie Meyer via son site officiel. La chanson devait à l'origine être présente sur la bande-originale, puis par la suite, au début de l'année 2010, Dominic Howard, batteur du groupe, annonce qu'ils ont finalement abandonné l'idée. Enfin en mai 2010, le producteur des films confirme officiellement la présence du titre sur la bande son du troisième volet de la saga. 
Un premier extrait de trente secondes est publié sur internet le 13 mai 2010. Une rumeur par la suite démentie, annonce que la chanteuse pop Lady Gaga avait participé à ce projet . La chanson est diffusée en exclusivité mondiale à 20 h 30 heure française, sur BBC Radio 1 lors de l'émission[Laquelle ?] de Zane Lowe le 17 mai 2010. Ce morceau est également joué en exclusivité pour la première fois sur scène le 25 mai 2010 au Casino de Paris[réf. nécessaire]. Lors de ce concert, Matthew Bellamy interprète ce morceau avec sa Mirror Manson. Aucun autre morceau ne sort en face B du single[réf. nécessaire]. Matthew Bellamy écrit cette chanson à la suite de la rupture avec sa fiancée, Gaïa Polloni entre la fin de l'année 2009 et le début de l'année 2010[réf. nécessaire]. Elle parle de cet amour soi-disant infini, Love Is Forever, et de l'instant de la rencontre, un coup de foudre qui serait comme une « collision d'étoiles à neutrons[réf. nécessaire]. »
Le clip vidéo est réalisé par Anthony Mandler et met en scène le groupe dans un studio de tournage sombre recouvert aux murs d'écrans lumineux puis des extraits de Twilight, chapitre III : Hésitation. Ce vidéo clip s'apparenterait plutôt au style d'une bande annonce musicale pour le film.

## Liste de titres
| 1. | Neutron Star Collision (Love Is Forever) | 3:51 |

| 1. | Neutron Star Collision (Love Is Forever) (Radio Edit)    | 3:14 |
| 2. | Neutron Star Collision (Love Is Forever) (Album Version) | 3:51 |

## Classements
| Classement (2010)                       | Meilleure position |
| --------------------------------------- | ------------------ |
| Australie (ARIA)                        | 37                 |
| Irlande (IRMA)                          | 35                 |
| Belgique (Wallonie Ultratop 50 Singles) | 3                  |
| Federazione Industria Musicale Italiana | 10                 |
| Royaume-Uni (UK Singles Chart)          | 11                 |
| New Zealand Singles Chart               | 27                 |